# Néoptolème Ier
Néoptolème Ier (en grec ancien Νεοπτόλεμος / Néoptolémos), mort vers 360 av. J.-C., est un roi d'Épire de la dynastie des Éacides. Fils d'Alcétas Ier, il est co-roi avec son frère Arymbas de 370 à 360. Il est le grand-père d'Alexandre le Grand.

## Famille
De son mariage avec une femme au nom inconnu il a trois enfants :
- Polyxena (Olympias), née en -373, décédée en -316, épouse Philippe II, roi de Macédoine ;
- Troas, née vers -375/0, épouse vers -357 son oncle Arrybas, roi d'Épire ;
- Alexandre, né vers -370, décédé vers -331, roi d'Épire en -344, épouse sa nièce Cléopâtre[1].

## Règne
Après la mort d'Alcétas Ier, ses deux fils, Néoptolème Ier et Arymbas, décident de se partager le trône, événement qui ne s'est alors jamais vue dans l'histoire de ce pays selon Pausanias. À la mort de son frère, Arymbas écarte de la succession son jeune fils Alexandre, son neveu, et épouse Troas l'une de ses deux nièces. La seconde fille de Néoptolème, Olympias, épouse ensuite Philippe II.
La première mention épigraphique de la Confédération des Molosses date du règne de Néoptolème.